# Павлово (Ольштинський повіт)
Павлово (пол. Pawłowo, нім. Paulsgut) — село в Польщі, у гміні Ольштинек Ольштинського повіту Вармінсько-Мазурського воєводства.
Населення — 247 осіб (2011).

## Демографія
Демографічна структура станом на 31 березня 2011 року:
|          | Загалом | Допрацездатний вік | Працездатний вік | Постпрацездатний вік |
| -------- | ------- | ------------------ | ---------------- | -------------------- |
| Чоловіки | 118     | 26                 | 75               | 17                   |
| Жінки    | 129     | 30                 | 74               | 25                   |
| Разом    | 247     | 56                 | 149              | 42                   |